# Editorial Gregal
L'Editorial Gregal fou una editorial dedicada principalment a la publicació de llibre en català de literatura, història i assaig, creada el 2011 i dissolta el febrer de 2020.
Jordi Albertí i Isabel Sanagustín fundaren l'Editorial Gregal el maig de 2011 a Maçanet de la Selva, amb l'objectiu de maridar literatura i història. Durant els gairebé 10 anys de funcionament, l'Editorial va arribar a formar un catàleg de gairebé 300 títols, amb autors com Isabel Clara Simó, Vicenç Villatoro, Suso de Toro o Quim Torra.
D'acord amb el seu objectiu inicial, va publicar preferentment novel·la i assaig històric, però també edità obres de poesia i per al públic infantil i juvenil. Inclogué també llibres en castellà sota el segell Proyecto Argán
També convocava anualment el Premi Gregal de Novel·la que el 2019 havia arribat a la 8a edició, i aquest mateix any va convocar també el 1r Premi Gregal de Poesia Il·lustrada. El gener de 2020 va finalitzar les seves activitats atesa la mala situació econòmica de l'empresa, agreujada per la malaltia del seu fundador Jordi Albertí.